# Universidade de San Andrés
A Universidade de San Andrés (Universidad de San Andrés) é uma universidade privada argentina com autorização oficial definitiva, outorgada pelo decreto do Poder Executivo Nacional  Nº978/07, fundada em 1 de setembro de 1988.
Seu campus está situado na localidade de  Victoria, Partido de San Fernando, na província de Buenos Aires, 28 km ao noroeste da cidade de Buenos Aires. Também conta com uma sede no bairro Microcentro (Cidade de Buenos Aires), onde se ministram cursos de pós-gradução e educação executiva.